# Tòa nhà Marisfrolg
Tòa nhà Marisfrolg (Tiếng Anh: Marisfrolg Pavilion) tọa lạc tại Trung Quốc, Quảng Đông, Thâm Quyến, quận Long Hoa, là trụ sở chính của thương hiệu thời trang Marisfrolg tại Thâm Quyến. Được thiết kế bởi công ty kiến trúc New Zealand Van Brandenburg (AVB, Architecture Van Brandenburg), sử dụng các hình dạng mô phỏng sinh học như vỏ gai của côn trùng. Công trình có kết cấu chính là sự kết hợp giữa thép và bê tông cốt thép, bề mặt ngoài được trang trí bằng gạch vỡ, mảnh gạch và đá. Khởi công năm 2008, mất 15 năm để hoàn thành. Khuôn viên có diện tích gần 49.000 m², diện tích xây dựng khoảng 115.000 m². Tòa nhà dường như chịu ảnh hưởng từ Antoni Gaudí và Santiago Calatrava, và đã thu hút sự chú ý tại Triển lãm Kiến trúc Venice lần thứ 14.

## Bộ sưu tập hình ảnh

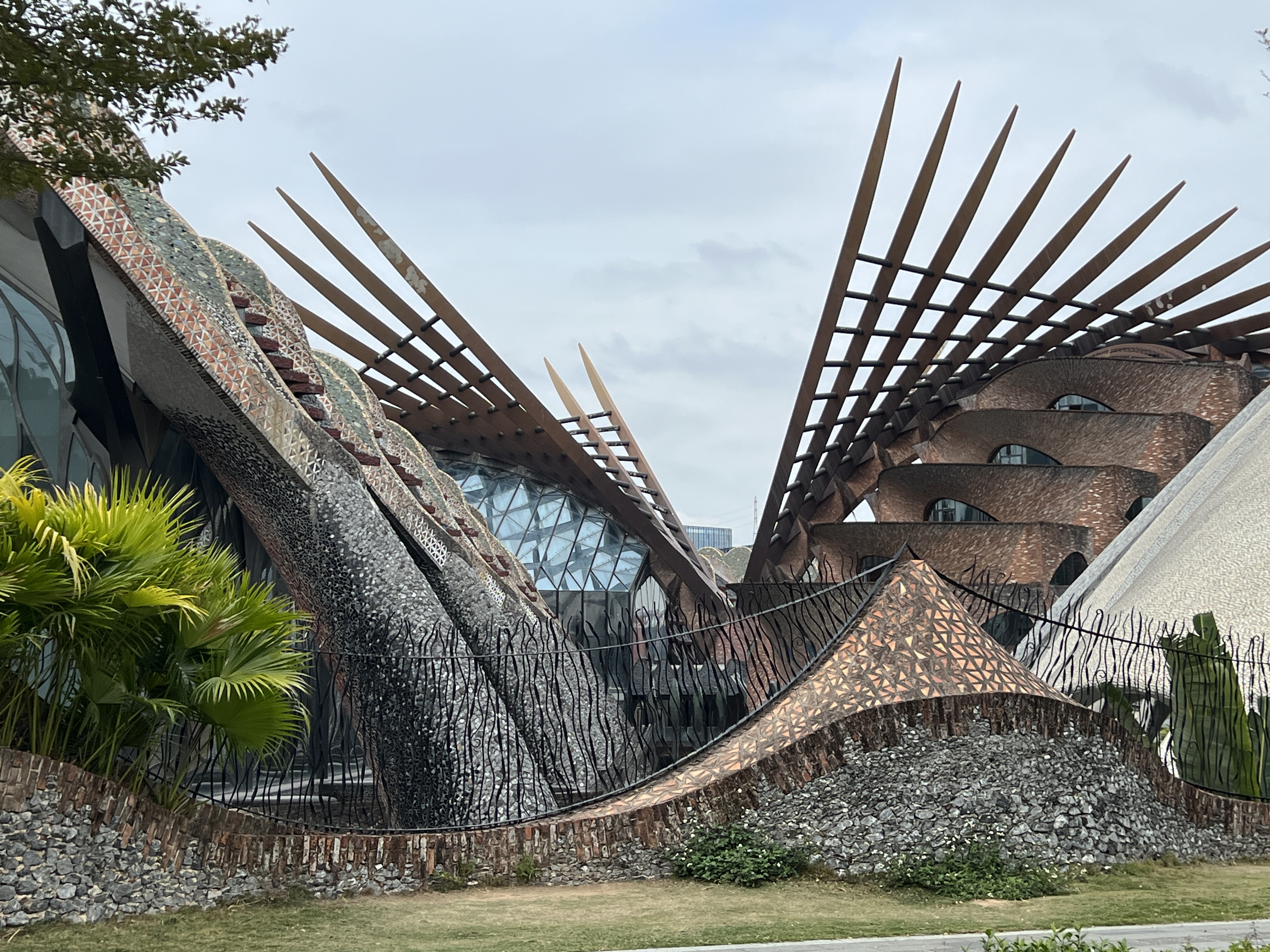
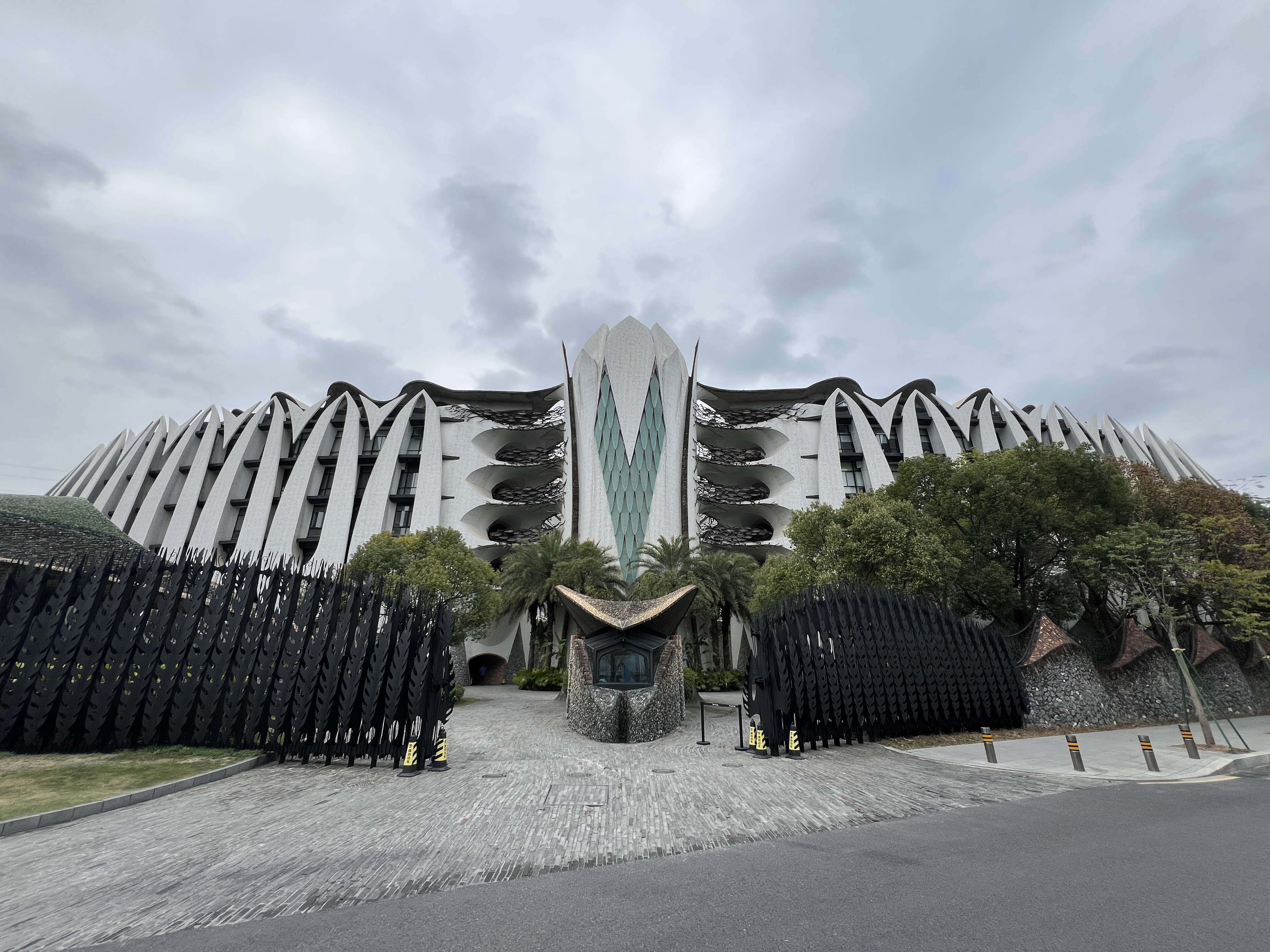
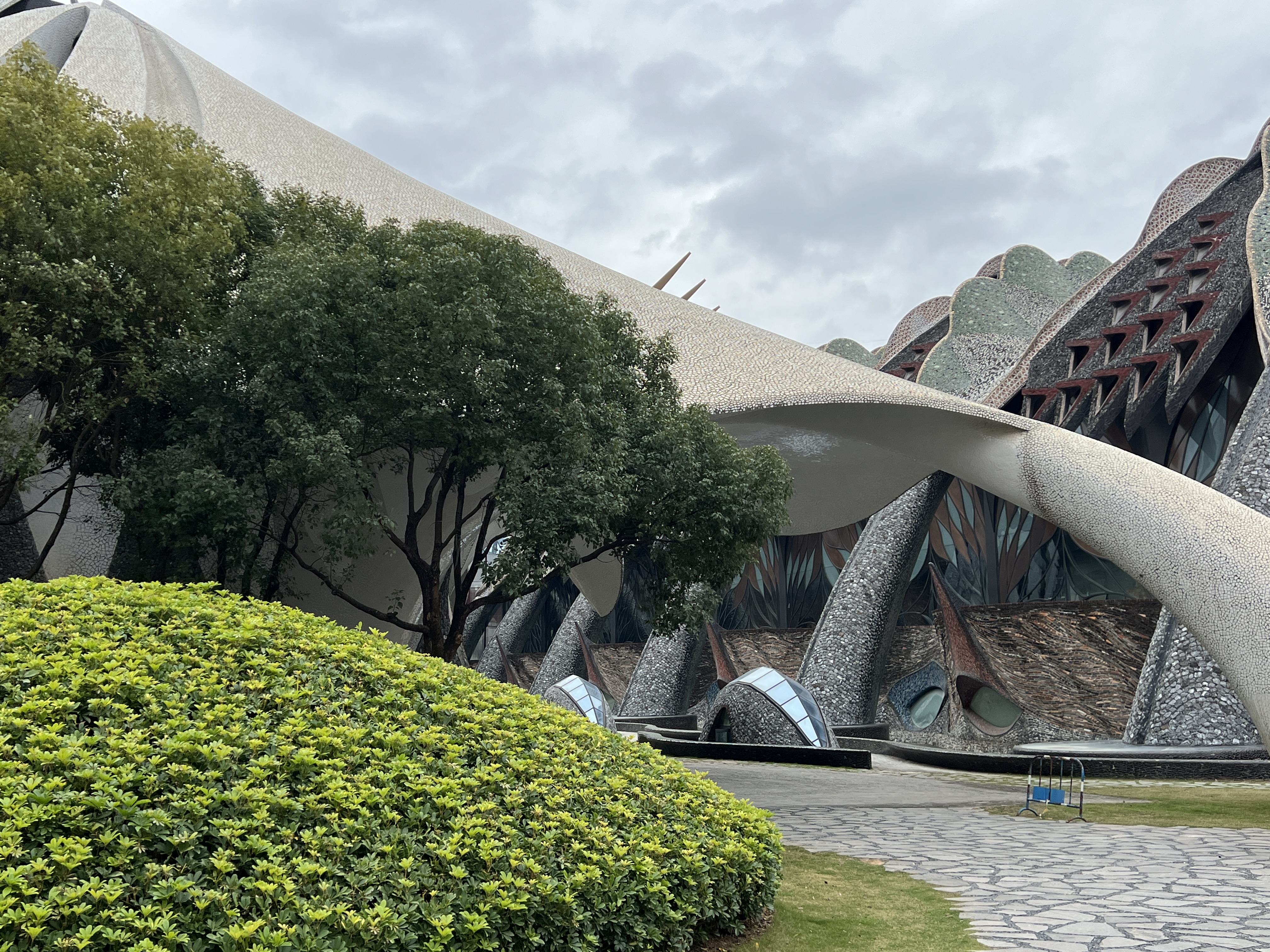
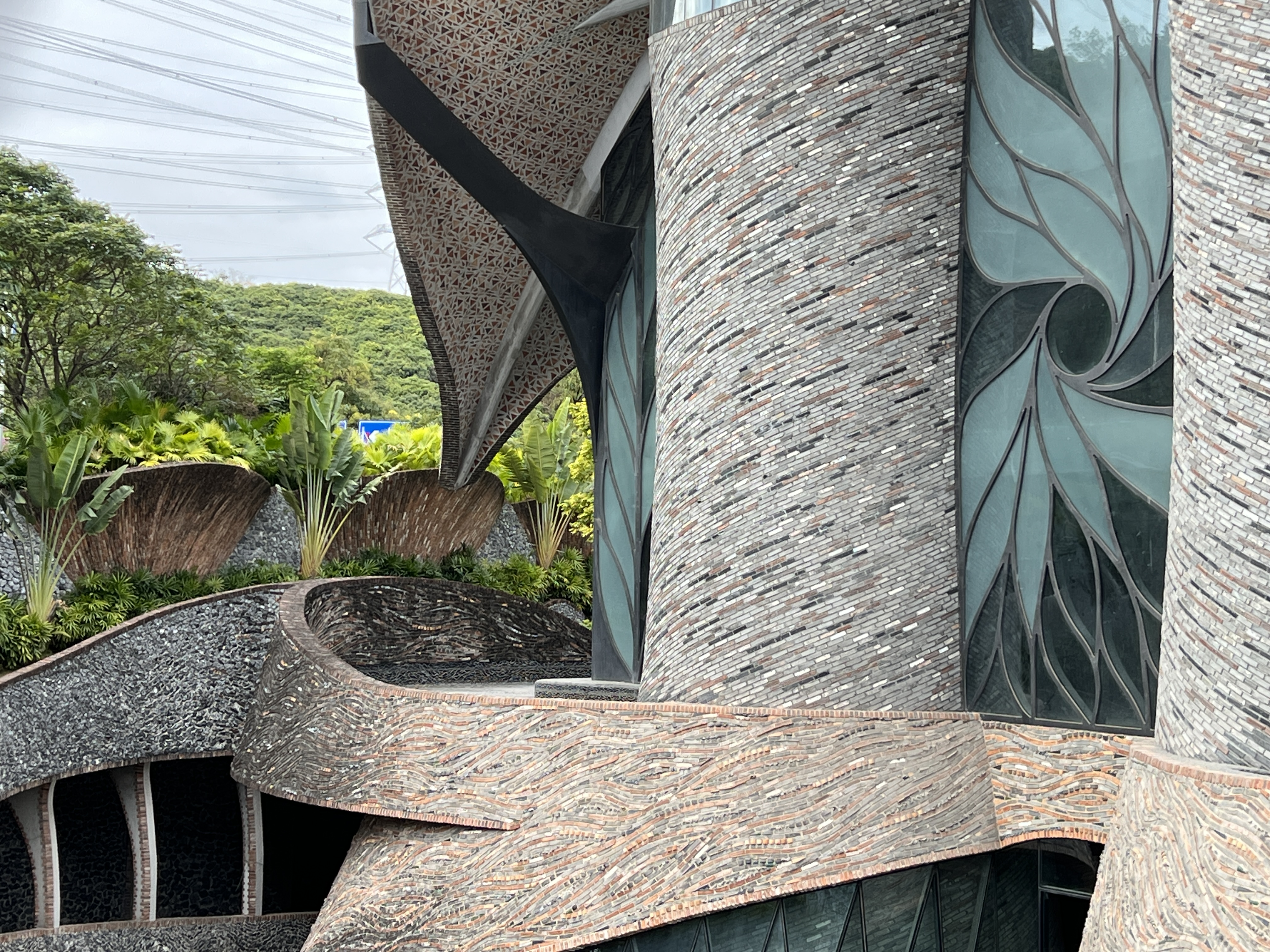
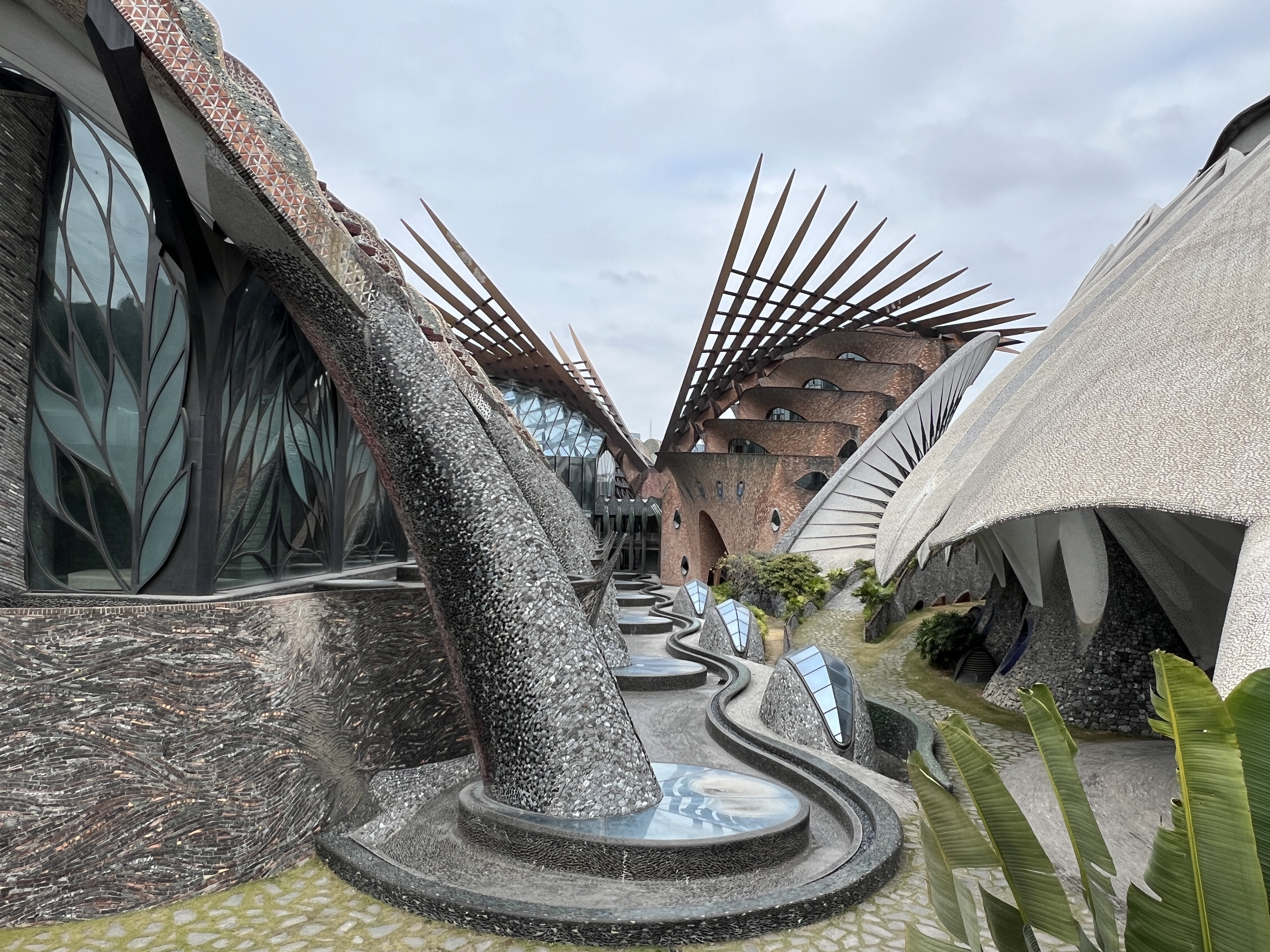
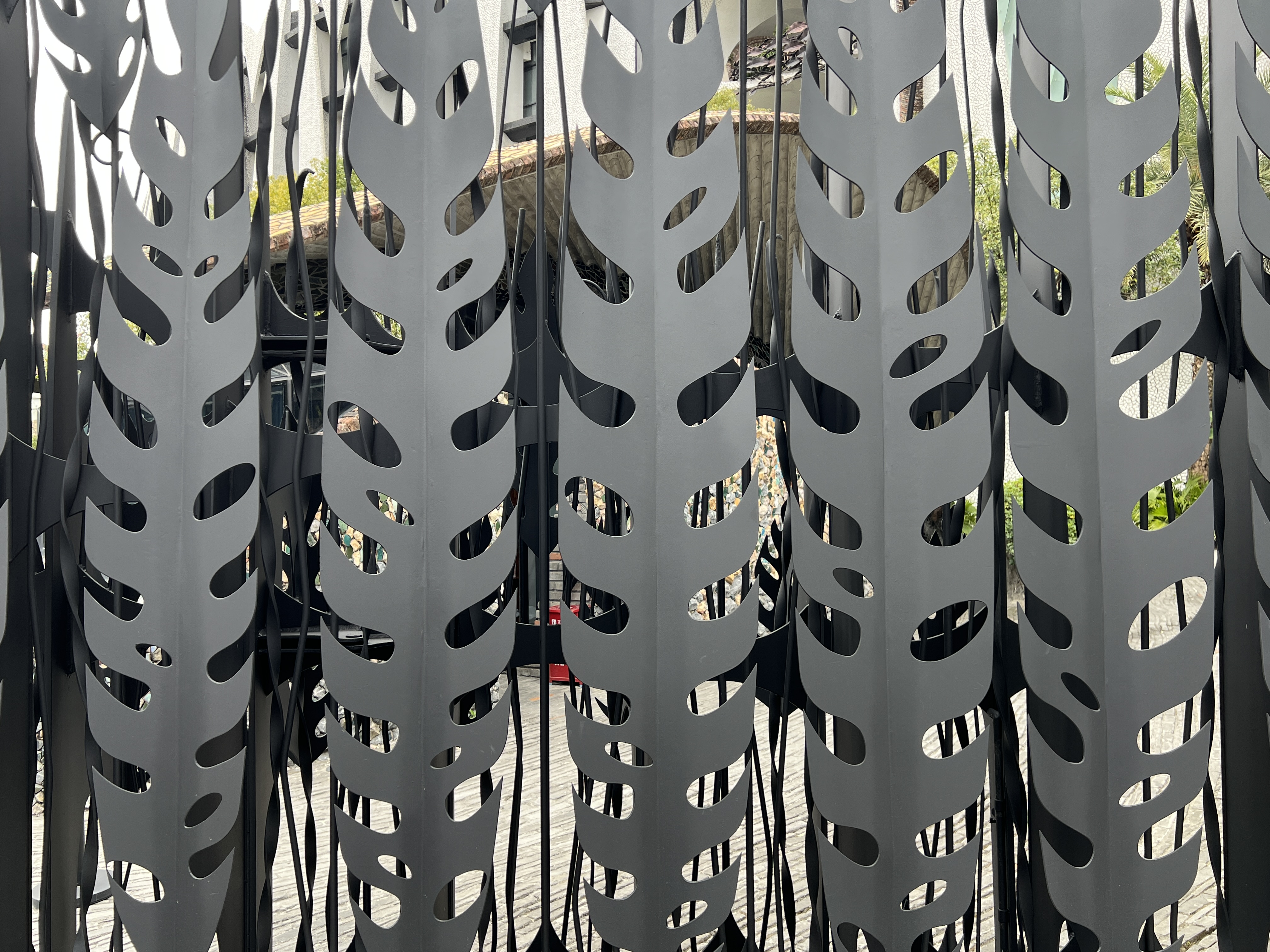